# Эскадренные миноносцы типа «Ориани»
Эскадренные миноносцы типа «Ориани» — тип эскадренных миноносцев Королевского итальянского флота, построенных в конце 1930-х годов. Корабли были названы в честь итальянских поэтов и мыслителей Ориани, Джоберти, Кардуччи, Альфьери.

## Конструкция и вооружение
По сути были повторением эсминцев типа «Маэстрале». Отличались от них более мощной энергетической установкой, хотя скоростные качества кораблей улучшились незначительно.
Вооружение эсминцев не изменилось, за исключением отказа от устаревших 40-мм/39 зенитных автоматов в пользу увеличения количества 13,2-мм пулеметов. С началом войны 13,2-мм пулеметы были заменены на 8 (8 × 1) 20-мм/65 автоматы.
В 1942 году на эсминцах «Альфредо Ориани» и «Винченцо Джоберти» в средней части корпуса между торпедными аппаратами была установлена 120-мм/15 гаубица для стрельбы осветительными снарядами. Тогда же был снят кормовой торпедный аппарат, а на его месте размещены 2 (2 × 1) 37-мм/54 зенитных орудия. Число 20-мм автоматов увеличили до 12, добавив 4 (2 × 2) 20-мм/70, число бомбомётов увеличили до 4.

## Список кораблей
| Эсминец                                     | Бортовое обозначение | Верфь | Спущен на воду | Начало службы | Конец службы |
| ------------------------------------------- | -------------------- | ----- | -------------- | ------------- | --- |
| Альфредо Ориани (итал. Alfredo Oriani)      | OA                   | OTO L | 30.7.1936      | 15.7.1937     | передан Франции и назван «Д’Эстен», списан в 1954 г.                                                                            |
| Винченцо Джоберти (итал. Vincenzo Gioberti) | GB                   | OTO L | 19.9.1936      | 27.10.1937    | потоплен 9.8.43 в районе Специи английской подводной лодкой «Симун»                                                             |
| Джозуэ Кардуччи (итал. Giosue Carducci)     | CD                   | OTO L | 28.10.1936     | 1.11.1937     | потоплен в сражении у Матапана 28.3.41 артиллерийским огнём британских эсминцев «Джервис», «Нубиан» и «Хатспур»                 |
| Витторио Альфьери (итал. Vittorio Alfieri)  | AF                   | OTO L | 20.12.1936     | 1.12.1937     | потоплен в сражении у мыса Матапан 28.3.41 артиллерийским огнём британских эсминцев «Грейхаунд», «Гриффин», «Хэйвок» и «Стюарт» |